# Vindobonella
Vindobonella es un género de  Protura en la familia Acerentomidae.

## Especies
- Vindobonella leopoldina  Szeptycki & Christian, 2001